# Captain Blood (відеогра, 2025)
Captain Blood (укр. Капітан Блад), раніше була відома як Age of Pirates: Captain Blood (укр. Піратська доба: Капітан Блад), у Росії гра відома під назвою «Приключения капитана Блада» (укр. Пригоди капітана Блада) — пригодницька відеогра в жанрі бойовику 2025 року, розроблена російською студією SeaWolf Studio та видана компанією SNEG. Вона базується на однойменному романі Рафаеля Сабатіні про капітана Блада. Гравець керує капітаном і слідкує за його пригодами у 1685 році на Іспанському Мейні.
Гра відома тим, що перебувала у стані виробничого пекла протягом 10 років, після чого проєкт було припинено через юридичні проблеми. Captain Blood отримала рейтинг від PEGI та мала бути випущена компанією 1C, однак через судові позови розробку припинили, і проєкт вважався vaporware. Версія для J2ME вийшла в Росії у 2006 році.
Повторний анонс гри відбувся у червні 2024 року, а реліз відбувся 6 травня 2025 року для Microsoft Windows, macOS, PlayStation 4, PlayStation 5, Xbox One, Xbox Series X/S та Nintendo Switch.

## Ігровий процес
Captain Blood — піратський бойовик в жанрі hack and slash, що поділена на місії. Гравці можуть боротися як на суші, так і на морі, протистоячи ордам ворогів, беручи участь у корабельних битвах та поєдинках з холодною зброєю, щоб захопити ворожі судна. За перемогу над ворогами гравці отримують спеціальні очки, що дозволяють розблоковувати нові бойові техніки, а також заробляти золото на зброю та обладнання.

## Розробка
У 2003 році було оголошено, що російська студія Akella, розробник ігор Sea Dogs та Pirates of the Caribbean, працюватиме над грою за мотивами романів Сабатіні. Розробка була відновлена наприкінці того ж року під керівництвом нових проєктних лідерів. Гра була представлена на E3 2004 як частина лінійки видавця 1C Company. Наприкінці 2004 року проєкт знову перезапустили, змінивши тон на більш дорослий. Команда розробників розділилася на дві: команда SeaDogs працювала над Age of Pirates: Caribbean Tales, а команда SeaWolf — над Captain Blood.
У 2005 році Playlogic Entertainment підписала угоду на видання гри в Європі та США, а розробка знову поновилася у 2006 році. У 2008 році Akella продала внутрішню команду SeaWolves видавцю 1C після судового спору з Playlogic щодо прав на серію, що ще більше затримало розробку. Гра планувалась до релізу у 2006 році для Microsoft Windows та Xbox, але пізніше реліз перенесли на Xbox 360. У червні 2008 року вийшов трейлер, а ЗМІ мали можливість протестувати гру. У липні 2010 року запустили офіційний сайт, однак Playlogic оголосила про банкрутство та реструктуризацію, фактично скасувавши гру.
У 2020 році випускники Akella Олег Клаповський та Артем Щуйко, які раніше працювали над проєктами для GOG, заснували компанію SNEG у Лондоні. Вони домовилися про відродження гри та отримання прав від власників. Розробку було передано малайзійській студії General Arcade, яка мала досвід роботи з кастомними ігровими рушіями.
Після десяти років простою повна версія гри 1.0 була випадково опублікована в інтернеті та з'явилася на торент-сайтах. Код рушія гри було відкрито на GitHub під ліцензією GPLv3 28 листопада 2022 року.
17 червня 2024 року вийшов новий трейлер гри. Реліз було перенесено на 2025 рік для додаткового часу розробки, а остаточну дату випуску оголосили в січні.

## Реліз
Captain Blood було випущено 6 травня 2025 року для Windows, macOS, PlayStation 4, PlayStation 5, Xbox One, Xbox Series X/S і Nintendo Switch.